# Alerce (Chile)
Alerce es una ciudad satélite chilena ubicada en la provincia de Llanquihue, en el sector norte de la ciudad de Puerto Montt. Está dividida en tres grandes zonas: Alerce Sur, Alerce Histórico y Alerce Norte. Al año 2017 cuenta con una población de 42 267 habitantes.

## Historia
Alerce se originó en el camino de conexión entre Puerto Montt y el lago Llanquihue, área de alerzales donde se ubicaron varias familias con sus respectivas hijuelas. Su nombre original era «El Arrayán» o simplemente «Arrayán».
En 1863 se hizo la demarcación territorial de la recién creada provincia de Llanquihue y se creó el distrito N.º 3 «Arrayán», dentro de la 1.ª subdelegación Melipulli. El distrito limitaba «al norte por el río Arrayán; al este, por el cerro de Calbuco; al sur y al oeste, por el (río del) Avellano».
El camino carretero entre Melipulli (hoy Puerto Montt) y Puerto Varas fue habilitado en 1863. El trayecto era de un día en vehículos de cuatro ruedas con tracción animal. La llamada «Colonia del Camino» se fundó como estación intermedia, muy cerca de Alerce.
El área tuvo un mayor desarrollo cuando el alerce empezó a explotarse comercialmente como recurso forestal.

Ahora un hermoso camino suave i de duración, corta la montaña desde Puerto Montt hasta el lago Llanquihue, extensión de más de cinco leguas, i es traficado diariamente por 25 carretas a lo menos, que cargan madera de todas las dimensiones”. Este camino pasa por un alerzal, verdadera riqueza perteneciente a la casa de Dartnell i Cía., quienes últimamente han introducido al territorio fuertes capitales para la explotación de maderas aserradas por medio de una máquina que con una fuerza de 60 libras de vapor, puede cortar de cinco a seiscientos pies superficiales por hora, más o menos, según la clase de madera.[cita requerida]
Domingo del Solar en Revista del Pacífico

El camino por Alerce tenía entonces un rol primario como medio de comunicación, que conectaba además con el lago Llanquihue y sus actividades de navegación. Felipe S. del Solar, intendente de la provincia, afirmaba en 1868 cómo el camino era la «vida del departamento», y que el volumen de tráfico le significaba constantes reparaciones.[cita requerida]
Francisco Astaburuaga definió escuetamente a «Arrayán» en su Diccionario Jeográfico de la República de Chile de 1899 como:

«Aldea del departamento de Llanquihue con unos 150 habitantes, situada á diez kilómetros al N. de Puerto Montt en el camino que de esta ciudad conduce al lago de Llanquihue».
Diccionario Jeográfico de la República de Chile (2da ed.), 1899

Los vínculos entre Puerto Montt y Puerto Varas se reforzaron posteriormente con el teléfono, en 1897, y en 1911 con la llegada del ferrocarril. El servicio ferroviario entre Osorno y Puerto Montt apareció en 1912 e incluyó  la estación El Arrayán, ofreciendo una vía más rápida que la comunicación lacustre, y conectando industrial, comercial y culturalmente a Puerto Montt con el resto de Chile.

## Ciudad satélite

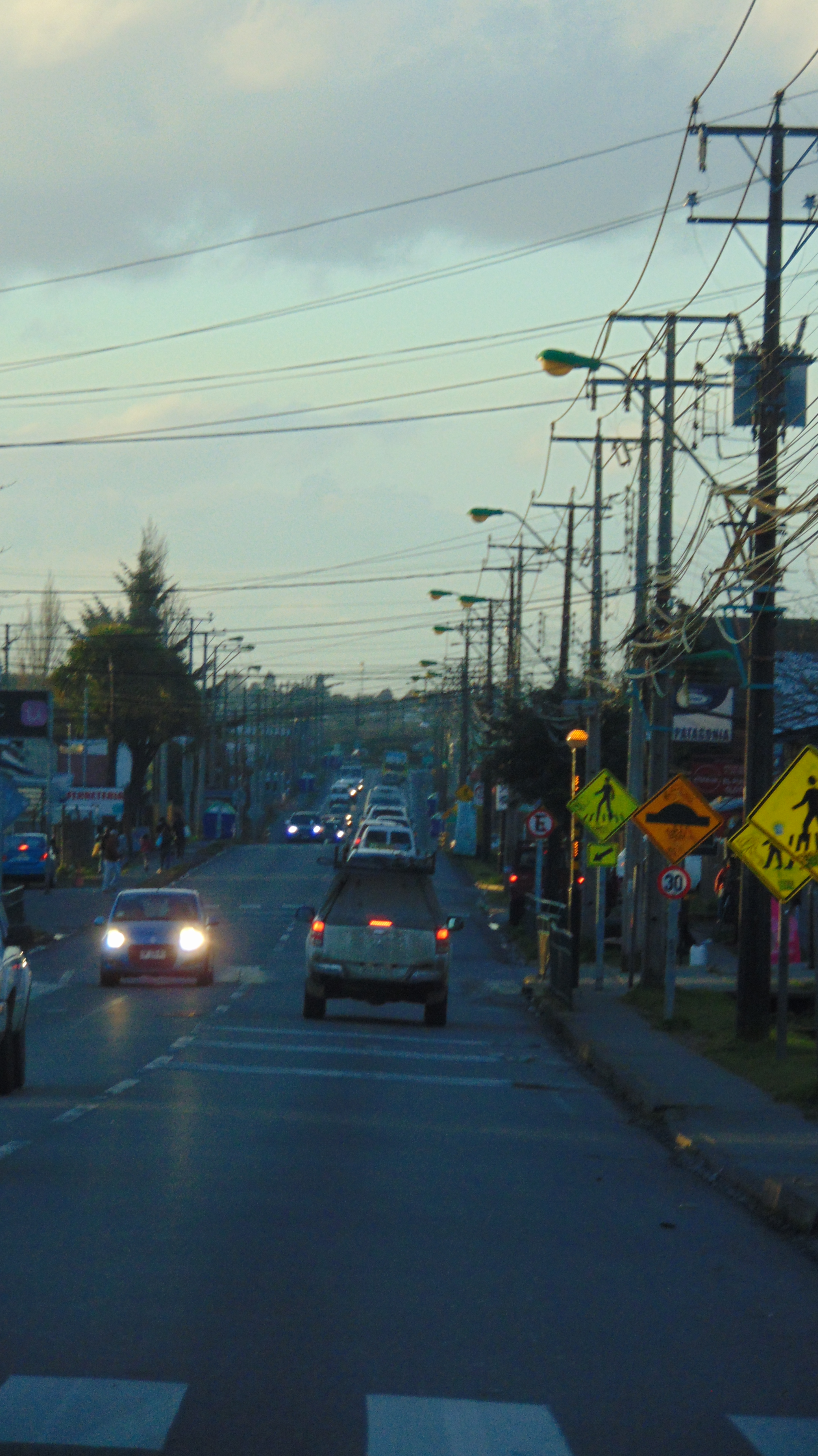
Calle Gabriela Mistral, principal acceso y vía comercial de la localidad

En 1992, según el censo de ese año, Alerce contaba con 1752 habitantes: 1488 en Puerto Montt y 264 en Puerto Varas. El desarrollo de Puerto Montt y el aumento de la demanda habitacional significó que para mediados de los años 90 se empezara a plantear a Alerce como lugar para crear una ciudad satélite, que satisficiera la necesidad de viviendas que había en la provincia. En enero de 1998 el Ministerio de Vivienda y Urbanismo confirmó la ejecución del proyecto, que significaría la construcción de tres mil viviendas en dos años.
La creación de la ciudad satélite no estuvo exenta de problemas, debido al origen del financiamiento, la mala planificación, la falta de transparencia y la posterior falta de recursos que acusaron algunas autoridades de la zona, entre ellas el alcalde de Puerto Varas, Ramón Bahamonde, y parlamentarios de oposición de aquella época. A pesar de las críticas, el ambicioso proyecto siguió en curso, y en noviembre de 2002 se trasladaron los primeros habitantes a la nueva ciudad satélite: 600 familias del campamento Las Camelias de Puerto Montt.
La ciudad satélite se inauguró un mes después, el 12 de diciembre de 2002, en una ceremonia que contó con la presencia de los alcaldes de Puerto Montt y Puerto Varas, Rabindranath Quinteros y Ramón Bahamonde respectivamente, y la subsecretaria de Vivienda y Urbanismo, Sonia Tschorne. Sin embargo, los problemas empezaron de inmediato: desde inundaciones en las recién entregadas poblaciones, pasando por críticas a la calidad de las viviendas y la falta de servicios e infraestructura urbana. Para el 2005 la población de Alerce ya superaba los 28 000 habitantes y los vecinos reclamaban por el «abandono» de parte de autoridades y el aumento de la inseguridad y delincuencia, mientras que expertos ya hablaban de «ghetto».
En 2005 se iniciaron conversaciones —a nivel de autoridades y comunidad— sobre la posibilidad de convertir a Alerce en comuna, idea que no prosperaría.
En 2009 se determinó la anexión de a Alerce Norte a Puerto Montt, que para ese año contaba con 8000 habitantes. Luego de debates, propuestas y contrapropuestas, la iniciativa finalmente se concretó en 2012, quedando la ciudad satélite de esta manera completamente bajo la administración de la capital regional.
Con más de 40 000 habitantes, en la década de 2010 la ciudad satélite comenzó a consolidarse, con la llegada de nuevos servicios y una mejora de su conectividad con Puerto Montt.
En febrero de 2019 se inauguró el Parque Urbano Río Negro de Alerce —de 8,26 hectáreas—, el más grande de su tipo en la provincia.

## Comuna de Alerce
En una consulta ciudadana realizada por la Municipalidad de Puerto Montt en octubre de 2021 el 80 % de los alercinos que participaron en la votación dijeron que sí a la idea de «Alerce Comuna», no obstante, solo votaron 3026 personas, equivalente al 10 % del padrón.

## Deportes

### Fútbol
En el fútbol amateur la ciudad satélite cuenta con 8 clubes en su liga: Club Deportivo Alerce Histórico, Club Deportivo Badmington, Club Deportes Alerce, Deportivo Unión Juvenil Alerce, Club Deportivo Renacer, Club Deportivo Sol Naciente, Club Deportivo Futuro II y  el Club Atlético Alerce. Los cuales disputan los campeonatos categorías sub-13, sub-15, juveniles, segunda adulta, série honor,séniors y super-seniors.
Cabe destacar el Club Deportivo La Vara desaparecido en el año 2018 por razones administrativas.